# Morelia viridis
Il pitone verde (Morelia viridis) è una specie di pitone originario della Nuova Guinea, isole dell'Indonesia e della penisola di Capo York in Australia. Descritto da Hermann Schlegel nel 1872, era noto per molti anni come Chondropython viridis. Come suggerisce il nome, è un serpente verde brillante che può raggiungere i 2 metri di lunghezza e 1,6 kg di peso. Vivendo generalmente sugli alberi, il pitone verde caccia e mangia piccoli rettili e mammiferi. È un animale domestico popolare e i numeri in natura hanno sofferto con il contrabbando su larga scala di pitoni di alberi verdi catturati in natura in Indonesia. Nonostante questo, il pitone dell'albero verde è valutato come meno preoccupante nella Lista Rossa IUCN delle specie minacciate di estinzione.

## Tassonomia
Il naturalista tedesco Hermann Schlegel descrisse il pitone verde nel 1872 come Python viridis, da due esemplari raccolti nelle isole di Aru in Indonesia. Il suo compatriota Adolf Bernhard Meyer eresse il genere Chondropython (pur riconoscendo somiglianze con Morelia) e descrisse il pitone verde come Chondropython azureus nel 1874, da un esemplare raccolto in "Kordo", in seguito determinato come Korido sull'isola di Biak. Questo fu distrutto durante la seconda guerra mondiale. Il naturalista francese Henri Émile Sauvage descrisse il Chondropython pulcher da un esemplare dell'isola di Mansinam, Irian Jaya.
Per molti anni, il pitone dell'albero verde fu classificato come l'unica specie del genere Chondropython, con il nome binomiale C. viridis. Nel 1993, il professor Arnold G. Kluge pubblicò un'analisi filogenetica dettagliata che scoprì che il pitone verde era annidato nel genere Morelia e più strettamente correlato al pitone a squame ruvide (M. carinata). Quindi divenne Morelia viridis. Due studi sul DNA mitocondriale e nucleare pubblicati nel 2013 e 2014 hanno dato risultati diversi, uno conferma la specie in Morelia, l'altro lo pone come una propaggine precoce con il genere di pitone infantile Antaresia. Quest'ultimo risultato è stato ritenuto anomalo dai ricercatori successivi.
Raymond Hoser descrisse la popolazione australiana come una sottospecie separata Chondropython viridis shireenae, dal nome di sua moglie Shireen, notando che il taxon aveva sempre marcature bianche lungo la spina dorsale, mentre i serpenti della Nuova Guinea e dell'Indonesia solo qualche volta avevano questo tratto, e l'analisi molecolare avrebbe portato la distinzione. Uno studio genetico condotto da Lesley Rawlings e Stephen Donnellan nel 2003 sul DNA mitocondriale del pitone dell'albero verde ha rilevato che vi erano due lignaggi distinti: un lignaggio meridionale comprendente popolazioni dell'Australia, delle Isole Aru e della Nuova Guinea a sud degli altipiani centrali e una stirpe settentrionale della Nuova Guinea a nord degli altopiani centrali e della penisola di Vogelkop e dell'isola di Biak. I due probabilmente divergono circa 5 milioni di anni fa con l'aumento della catena montuosa centrale in Nuova Guinea. Gli autori hanno suggerito che questo potrebbe spiegare il successo della scarsa riproduzione in Australia se le persone cercassero inconsapevolmente di allevare i pitoni verdi del nord e del sud in quanto non strettamente correlati. I due taxa sono indistinguibili nell'aspetto.

## Descrizione

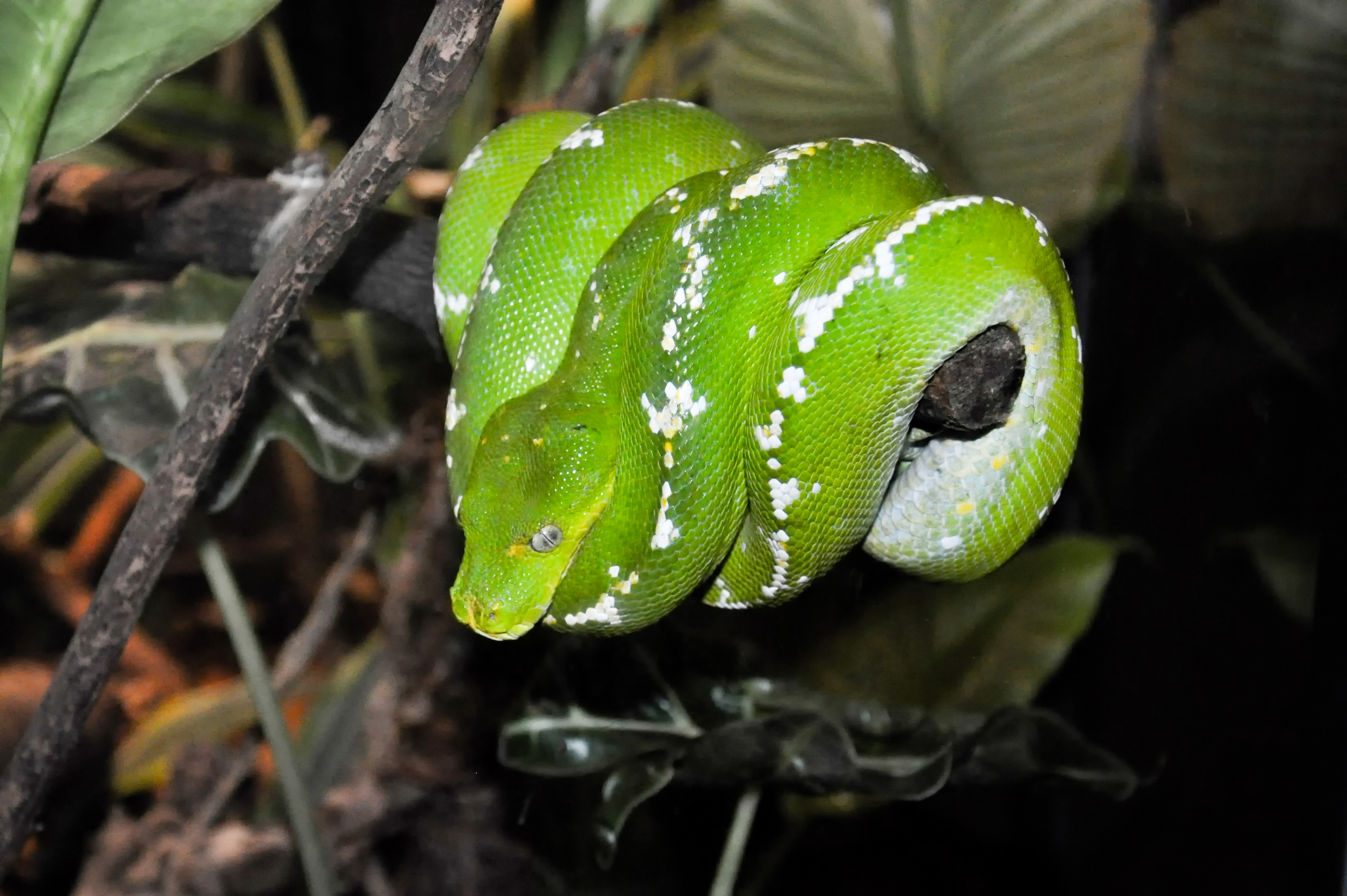
Un pitone verde a riposo; mostra il suo caratteristico muso angolare.

Il pitone albero verde è caratterizzato da un corpo relativamente sottile. La coda relativamente lunga rappresenta circa il 14% della lunghezza totale. La testa è grande e chiaramente definita dal collo. Il muso è grande e angoloso. Il corpo è triangolare in sezione trasversale con una spina dorsale visibile. La specie raggiunge solitamente una lunghezza totale di 200 cm. La dimensione varia anche a seconda della regione di origine. Il peso dipende molto dallo stato nutrizionale dell'animale. I maschi possono pesare circa 1.100-1.400 g (2.4-3.1 libbre), le femmine fino a 1.600 g, anche se gli esemplari selvatici sono in genere molto più leggeri di questo. Specie particolarmente grandi che possono pesare fino a 2.200 g (4.9 lb) sono invariabilmente femmine, che come la maggior parte dei serpenti sono leggermente più grandi e più pesanti dei maschi
Se allevato in cattività e maneggiato con cura dopo il terzo mese di vita può diventare con buone probabilità molto docile e rimanere tale anche in età adulta.

## Distribuzione ed habitat
Abita le foreste pluviali dell'Indonesia (Misool, Salawati, Isole Aru, Isole Schouten, gran parte della Nuova Guinea occidentale), Papua Nuova Guinea (comprese le isole vicine dal livello del mare a 1800 m di quota, l'isola di Normanby e le isole d'Entrecasteaux) e l'Australia (Queensland lungo la costa orientale della penisola di Cape York). La località tipo data è "Aroe-eilanden" (Isole Aru, Indonesia).
Vive in zone molto umide con umidità anche del 90%, temperatura che può variare dal giorno alla notte tra i 25° e i 32° gradi.
Questa specie è simpatica con M. spilota e le due spesso competono nella stessa nicchia ecologica.

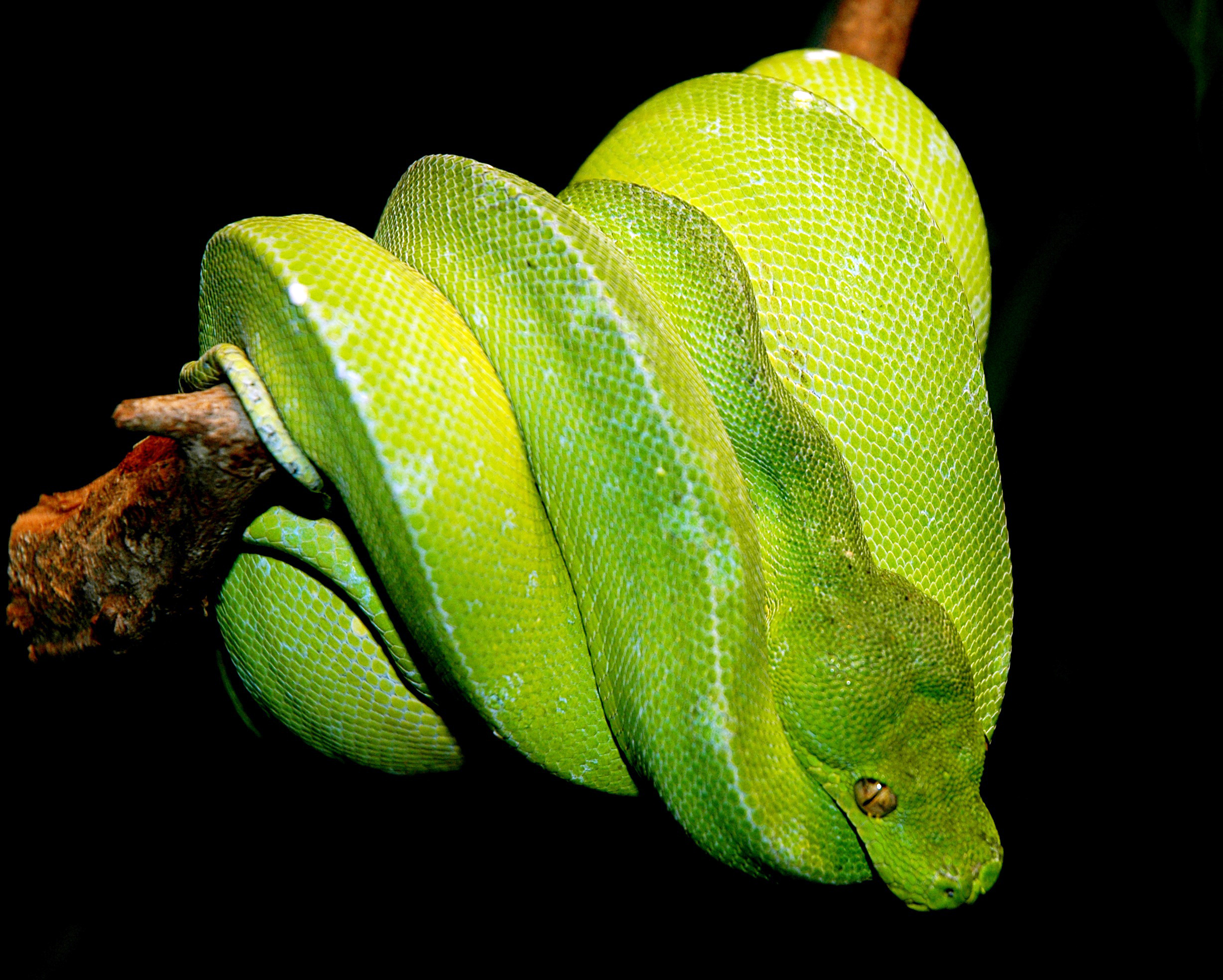
M. viridis

Il suo habitat principale è tipicamente in o vicino alla foresta pluviale, ed è principalmente arboreo, residente in alberi, arbusti e cespugli. Occasionalmente è visto sul terreno

## Conservazione
Nel 2010, il pitone verde è stato giudicato meno preoccupante nella Lista Rossa IUCN delle specie minacciate di estinzione. Ciò era dovuto alla sua vasta gamma e al declino isolato della popolazione dal contrabbando. Tuttavia, la minaccia del contrabbando per il commercio di animali domestici è stata riconosciuta e richiede un monitoraggio

## Temperamento
Principalmente arboricoli, questi serpenti hanno un modo particolare di riposare tra i rami degli alberi; avvolgono una bobina o due sopra i rami in posizione di sella e posizionano la testa al centro. Questo tratto è condiviso con il boa smeraldo (Corallus caninus) del Sud America. Questa abitudine, insieme al loro aspetto, ha indotto alcune persone a confondere le due specie viste al di fuori del loro habitat naturale.

## Dieta
La dieta consiste principalmente di piccoli mammiferi, come roditori e talvolta rettili, come gechi e scinchi. Si pensava che questo serpente, come il boa smeraldo, mangiasse uccelli; tuttavia, Switak ha condotto un lavoro sul campo su questo problema. Nell'esaminare il contenuto dello stomaco di oltre 1.000 animali, non ha trovato alcuna prova di preda aviaria. La preda viene catturata tenendola su un ramo usando la coda prensile e colpendo fuori da una posizione a forma di s e costringendo la preda. Sono stati anche osservati esemplari selvaggi e fotografati avvolti intorno alla base di piccoli tronchi d'albero, rivolti verso il basso in una posizione di imboscata, presumibilmente in attesa di prede per i mammiferi terrestri.

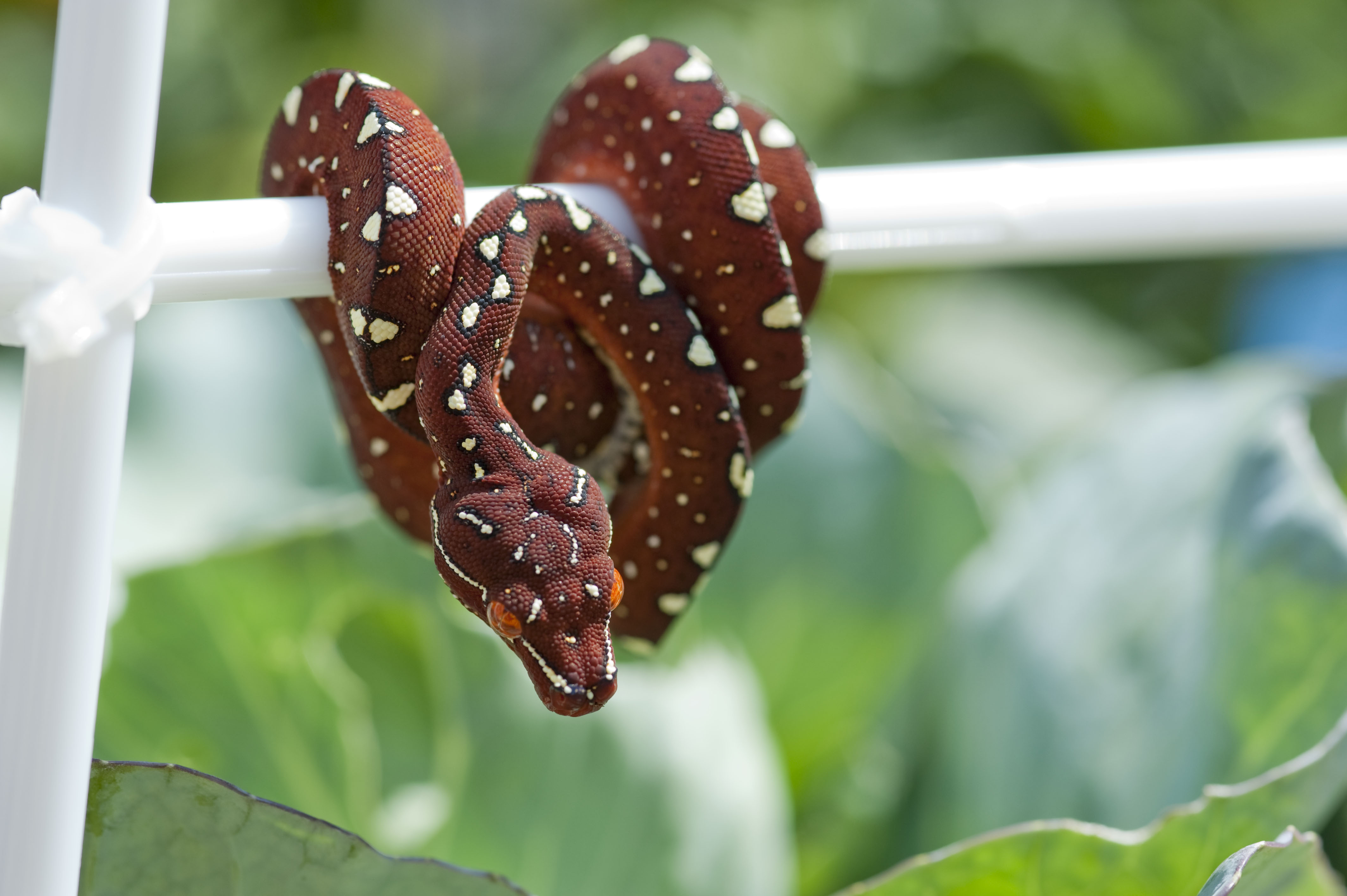
Esemplare giovane di Pitone Verde

## Riproduzione
La Morelia viridis è ovipara, e produce da 1 a 25 uova per covata. L'allevamento non è mai stato segnalato in natura, tuttavia in cattività le uova vengono incubate e protette dalla femmina. I piccoli sono giallo limone con strisce spezzate e macchie viola e marrone, o dorato o rosso-arancio. Per gli individui gialli a Iron Range National Park, in Australia, il cambiamento di colore si è verificato in 5-10 giorni quando gli individui avevano una lunghezza di 58-60 cm , che corrisponde a circa un anno. Il cambiamento di colore per i giovani rossi non è stato osservato in natura

## In cattività
Questi serpenti sono spesso allevati e tenuti in cattività, anche se di solito sono considerati una specie avanzata a causa delle loro specifiche esigenze di cura; una volta incontrati, di solito prosperano in cattività. Il pitone verde è una specie popolare tra gli appassionati di rettili e allevatori per i suoi colori adulti e giovanili. Ciò ha portato a un numero elevato di esemplari catturati illegalmente in natura a scapito delle popolazioni native. Il trasporto è pericoloso per la salute dei serpenti e fino alla metà si pensa perisca nel processo di contrabbando. La specie è protetta dalla Convenzione sul commercio internazionale delle specie di flora e di fauna selvatiche minacciate di estinzione (CITES) con la sua collocazione nell'elenco delle specie vulnerabili nel Appendix II, che rende illegali l'importazione, l'esportazione e il commercio di animali selvatici. Nel 1999 è stato completamente protetto dalla legislazione nazionale in Indonesia.
Nonostante ciò, prosegue un fiorente commercio illegale, ed è apparso evidente che alcune fattorie per la riproduzione di animali selvatici invece servivano da condotti per incanalare i pitoni verdi catturati in natura dall'Indonesia. Le indagini condotte nelle province di Maluku, Papua Occidentale e Papua dal 2009 al 2011 hanno rivelato che l'80% dei pitoni verdi esportati sono stati catturati in natura e stimato in circa 5337 individui l'anno. La raccolta dei pitoni verdi selvatici era più pesante in località Biak e nelle isole vicine, con conseguente declino della popolazione.

## Sottospecie
- Morelia viridis Aru
- Morelia viridis Merauke
- Morelia viridis Australian
- Morelia viridis Biak
- Morelia viridis Yapen
- Morelia viridis Sorong
- Morelia viridis Kofiau (Canary)
- Morelia viridis Jayapura
- Morelia viridis Wamena
- Morelia viridis Lereh
- Morelia viridis Padaido
- Morelia viridis Cyclops
- Morelia viridis Mamberamo
- Morelia viridis Mainland
- Morelia viridis Karubaga
- Morelia viridis Numfor
- Morelia viridis Manokwari
- Morelia viridis Waigeo
- Morelia viridis Supiori
- Morelia viridis Sarmi
- Morelia viridis Milsoon